# Aramina (kommun)
Aramina är en kommun i Brasilien.   Den ligger i delstaten São Paulo, i den sydöstra delen av landet, 500 km söder om huvudstaden Brasília. Antalet invånare är 5 150.
Följande samhällen finns i Aramina:
- Aramina

Omgivningarna runt Aramina är en mosaik av jordbruksmark och naturlig växtlighet. Runt Aramina är det ganska tätbefolkat, med 67 invånare per kvadratkilometer.